# HVGA
HVGA (Half-size VGA)，即VGA（640×480）的一半，分辨率为480×320（宽高比 3:2），480×360（4:3），480×272（16:9）或 640×240（8:3）。此分辨率常用于PDA设备，最初使用该分辨率的设备是2002年的Sony Clié PEG-NR70。

## 常见设备
使用 HVGA 常见设备有 Blackberry Bold 9000，Apple iPhone 3GS/3G/2G，Sony Ericsson Xperia X8，Palm Pre，LG GW620 Eve，Samsung M900 Moment，HTC Hero， MyTouch 3G Slide，HTC Dream和HTC Wildfire S。德州仪器出品的数字光处理手持式投影机也支持HVGA分辨率。
HVGA是早期Google Android系统（v1.5）唯一支持的分辨率。其他较高和较低的分辨率在Android 1.6得到支持，例如Motorola Droid使用WVGA分辨率，HTC Tattoo使用QVGA分辨率。
1980年代，三维计算机图形通常用这个分辨率呈现在电视上，这导致物体在顶部和底部在不抗锯齿的情况下有锯齿状边缘。